# Tube droit

Représentation schématique d'un glomérule rénal (en A) : le tube droit figure en C.

Le tube droit (tubuli seminiferi recti ; en anglais : straight tubule) est composé d'un épithélium cubique simple sans activité sécrétoire et sans cils (ni stéréocils, …). Il naît de la confluence des tubes séminifères contournés et chemine jusqu'au rete testis.

## Description
Le tube droit (ou tubuli seminiferi recti) est connecté au reste de l’appareil reproducteur masculin via le réseau testiculaire (ou rete testis). Ce réseau est constitué de petits tubes interconnectés situés dans le médiastin du testicule. Les tubes du réseau testiculaire proviennent des tubules séminifères, qui sont de longs canaux fortement enroulés se dirigeant du bord vers le médiastin du testicule. Avant d’entrer dans le médiastin, ces canaux se transforment en tubules courts et droits appelés tubuli recti. Les tubuli recti sont tapissés d’un épithélium cuboïdal. À l’intérieur du médiastin, les tubuli recti s’anastomosent et forment le réseau testiculaire. Les tubules du réseau testiculaire sont tapissés d’un épithélium simple squameux,.

## Fonction
Sa principale fonction est de favoriser la progression du plasma séminal grâce aux battements des cils et à la contraction des cellules musculaires lisses. De plus, il modifie la composition du plasma séminal en sécrétant des substances et en réabsorbant certaines au niveau des microvillosités.